# Under Jolly Roger
Under Jolly Roger és el tercer àlbum del grup alemany Running Wild. Van deixar de banda la imatge satànica i van establir finalment el seu estil pirata, fins i tot si només una pista en aquest àlbum és sobre el tema. La pista de títol és una de les seves cançons més famoses i en el directe és el favorit.

## Cançons
1. "Under Jolly Roger" – 4:42
2. "Beggars' Night" – 5:05
3. "Diamonds of the Black Chest" – 3:07
4. "War in the Gutter" – 3:19
5. "Raise your Fist" – 5:30
6. "Land of Ice" – 4:56
7. "Raw Ride" – 4:39
8. "Merciless Game" - 3:45

Música: (1)-(8) - Rolf Kasparek

Lletra: (1)-(4), (7) - Rolf Kasparek, (5),(6) - Rolf Kasparek/Majk Moti, (8) - Majk Moti